# Joanna Tomera
Joanna Tomera (* 4. August 1999) ist eine französische Tennisspielerin.

## Karriere
Tomera begann mit fünf Jahren mit dem Tennisspielen. Bislang spielt sie vorrangig Turniere der ITF Women’s World Tennis Tour, wo sie bislang aber noch keinen Titel gewinnen konnte.
2018 erhielt sie eine Wildcard für die Qualifikation zum Hauptfeld im Dameneinzel der Internationaux de Strasbourg sowie mit Partnerin Wallis Vitis eine Wildcard für das Hauptfeld im Damendoppel. Im Einzel schied sie bereits in der ersten Runde der Qualifikation gegen Luksika Kumkhum mit 2:6 und 1:6 aus. Im Doppel mussten sich ihre Partnerin und sie ebenfalls bereits in der ersten Runde ihren Gegnerinnen Kaia Kanepi und Katarzyna Piter mit 0:6 und 1:6 geschlagen geben.
2023 erhielt sie mit ihrer Partnerin Myrtille Georges abermals eine Wildcard für das Hauptfeld im Damendoppel der Internationaux de Strasbourg, wo die beiden aber der japanischen an drei gesetzten Paarung Shūko Aoyama und Ena Shibahara mit 0:6 und 1:6 unterlagen.